# Stato popolare d'Assia
Lo Stato popolare d'Assia (in tedesco Volksstaat Hessen) fu uno Stato federato della Germania dal 1918 al 1945, che si formò sui territori del Granducato d'Assia. La capitale era Darmstadt.

## Storia
Dopo la fine della Prima Guerra mondiale, il Granducato d'Assia divenne una repubblica e cambiò il proprio nome in Stato popolare d'Assia, in pieno contrasto con la monarchia ma senza utilizzare il termine repubblica tanto caro ai governi socialisti. Lo Stato consisteva nelle province di Assia Superiore (con capitale Gießen), Starkenburg (con capitale Darmstadt) e Assia Renana (con capitale Magonza).
Secondo il trattato di Versailles del 1919 circa il 40% del territorio, in particolare l'area dell'Assia Renana e di Starkenburg, vennero occupate dall'esercito francese sino al 30 giugno 1930.
Dopo la fine della Seconda Guerra mondiale, l'Assia Superiore e Starkenburg passarono all'amministrazione del comando militare americano mentre l'Assia Renana, sulla riva sinistra del Reno, venne occupata dai francesi. Il 19 settembre 1945 l'amministrazione americana creò lo Stato della Grande Assia aggiungendovi anche le province prussiane dell'Assia e quella di Nassau oltre alla città di Francoforte sul Meno. Il 1º dicembre 1946 lo Stato della Grande Assia ottenne il nome di Assia e divenne uno Stato federale della Germania occidentale.
L'altra parte dell'Assia, invece, andò a formare la Renania-Palatinato, altro Stato federale.

## Governo
L'Assia ebbe 5 governi:
- dal 1918 al 1919 – Governo Ulrich I
- dal 1919 al 1927 – Governo Ulrich II
- dal 1927 al 1928 – Governo Ulrich III
- dal 1928 al 1933 – Governo Adelung
- dal 1933 al 1933 – Governo Werner

Con la Gesetz über den Neuaufbau des Reichs (lett. Legge per la ricostruzione del Reich) del 30 gennaio 1934 lo stato perdette ogni forma di autogoverno.

### Presidenti
I presidenti dell'Assia furono:
- dal 1919 al 1928 – Carl Ulrich (SPD)
- dal 1928 al 1933 – Bernhard Adelung (SPD)
- dal 1933 al 1933 – Ferdinand Werner (NSDAP)
- dal 1933 al 1935 – Philipp Wilhelm Jung (NSDAP)
- dal 1935 al 1945 – Jakob Sprenger (NSDAP)

## Suddivisioni amministrative
Lo Stato popolare d'Assia era diviso in tre province, 18 circondari, dal 1938 in poi, e 977 comuni.
| - Provincia dell'Assia superiore (capoluogo: Gießen) - Gießen (dal 1938) - Circondario di Gießen (fino al 1938) - Circondario di Alsfeld - Circondario di Büdingen - Circondario di Friedberg - Circondario di Lauterbach - Circondario di Schotten (fino al 1938) | - Provincia dell'Assia renana (capoluogo: Magonza) - Circondario di Magonza (dal 1938) - Circondario di Worms (dal 1938) - Circondario di Alzey - Circondario di Bingen - Circondario di Mainz - Circondario di Oppenheim (fino al 1938) - Circondario di Worms | - Provincia di Starkenburg (capoluogo: Darmstadt) - Circondario di Darmstadt (dal 1938) - Circondario di Offenbach am Main (dal 1938) - Circondario di Erbach - Circondario di Dieburg - Circondario di Groß-Gerau - Circondario di Offenbach - Circondario di Bensheim (fino al 1938) - Circondario di Heppenheim (fino al 1938) - Circondario della Bergstraße (dal 1938, formato dalla fusione dei circondari di Bensheim e Heppenheim) |